# Atletica leggera ai X Giochi panafricani - Salto con l'asta maschile
Il concorso del salto con l'asta maschile ai X Giochi panafricani si è svolto il 14 settembre 2011 all'Estádio Nacional do Zimpeto di Maputo. Hanno preso parte alle competizione solo due atleti, Larbi Bourrada e Mourad Souissi, entrambi algerini.

## Podio
| Oro     | Larbi Bourrada Algeria |
| Argento | Mourad Souissi Algeria |
| Bronzo  | Non assegnata          |

## Programma
| Data              | Ora | Evento |
| ----------------- | --- | ------ |
| 14 settembre 2011 |     | Finale |

## Risultati

### Finale
| Class   | Atleta         | Nazione | 4.00 | 4.50 | 4.70 | 5.00 | 5.10 | Risultati | Note                          |
| ------- | -------------- | ------- | ---- | ---- | ---- | ---- | ---- | --------- | ----------------------------- |
| Oro     | Larbi Bourrada | Algeria | –    | xo   | xxo  | xxo  | xxx  | 5.00      | Miglior prestazione personale |
| Argento | Mourad Souissi | Algeria | o    | xxx  |      |      |      | 4.00      |                               |